# Anisographe multiguttata
Anisographe multiguttata là một loài bướm đêm trong họ Geometridae.